# Aloinopsis rubrolineata
Aloinopsis rubrolineata es una especie de planta suculenta perteneciente a la familia de las aizoáceas. Es originaria de Sudáfrica.

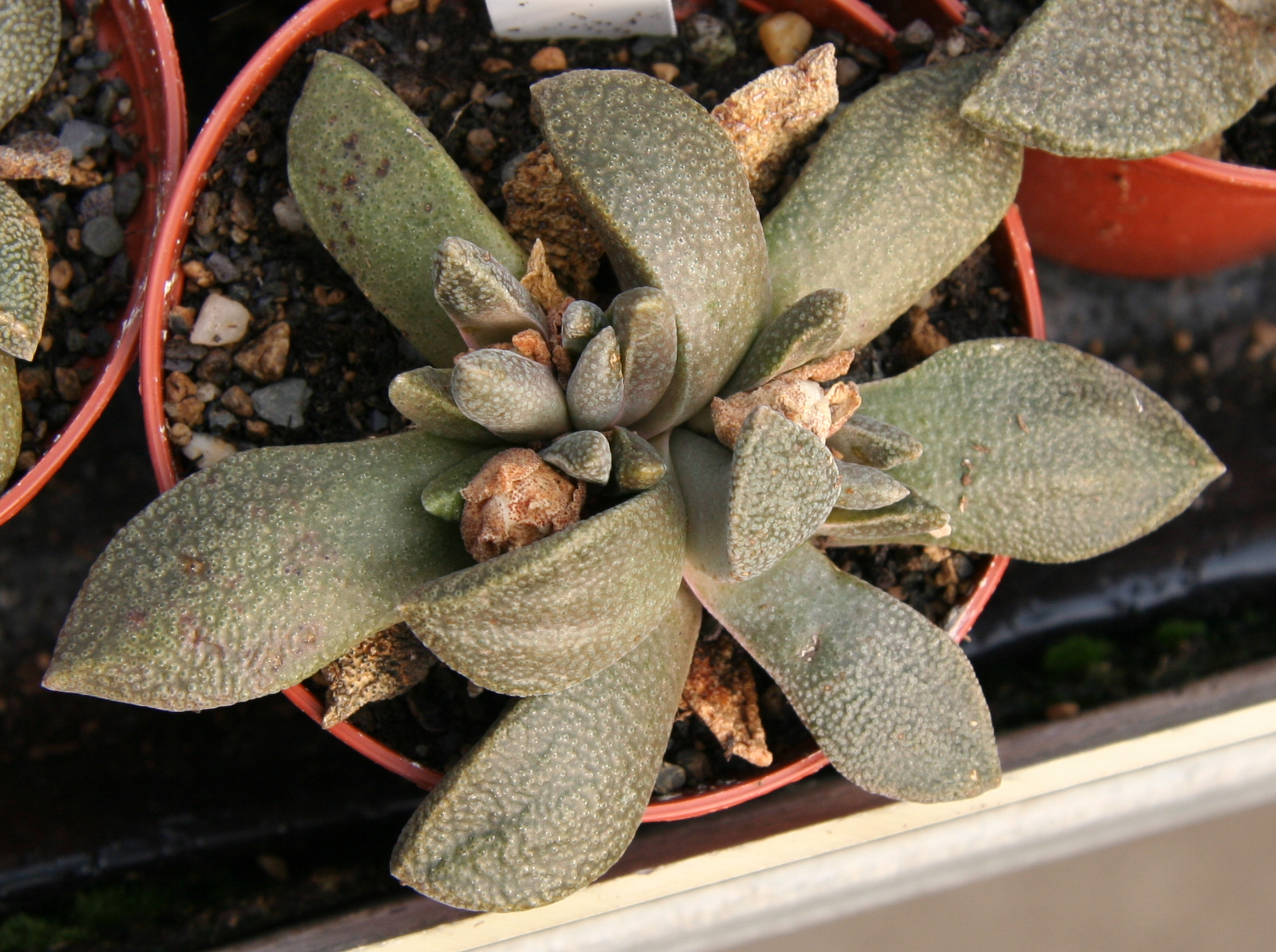
Detalle de la planta

## Descripción
Es una pequeña planta suculenta perennifolia que alcanza un tamaño de 3 a 7 cm de altura a una altitud de  600 - 1300 metros en Sudáfrica.

## Taxonomía
Aloinopsis  luckhoffii fue descrita por (N.E.Br.) Schwantes y publicado en Z. Sukkulentenk. ii. 178 (1926).
Etimología
Aloinopsis: nombre genérico que significa "similar al Aloe"
rubrolineata: epíteto latino que significa "con líneas rojas".
Sinonimia
- Mesembryanthemum rubrolineatum N.E.Br. (1911) basónimo
- Nananthus rubrolineatus (N.E.Br.) Schwantes
- Nananthus cradockensis L.Bolus
- Aloinopsis dyeri (L.Bolus) L.Bolus
- Nananthus dyeri L.Bolus (1929)
- Aloinopsis jamesii L.Bolus (1931)
- Nananthus jamesii (L.Bolus) L.Bolus (1938)[4]